# 敏建縣
敏建縣為緬甸曼德勒省轄下的縣，其區域面積為6,502.8平方公里，2014年人口1,055,957人。該縣下分5個鎮區。敏建為該縣之首府。

## 鎮區
以下為敏建縣的鎮區：
- 敏建鎮（Myingyan Township）
- 東沙鎮（Taungtha Township）
- 納多基鎮（Natogyi Township）
- 皎勃東鎮（Kyaukpadaung Township）
- 額尊鎮（Nganzun Township）